# Nampanda
Nampanda är ett vattendrag i Burundi.   Det ligger i provinsen Kayanza, i den nordvästra delen av landet, 60 km nordost om huvudstaden Bujumbura.
Omgivningarna runt Nampanda är en mosaik av jordbruksmark och naturlig växtlighet. Runt Nampanda är det tätbefolkat, med 735 invånare per kvadratkilometer.